# Vitbröstad trögfågel
Vitbröstad trögfågel (Malacoptila fusca) är en fågel i familjen trögfåglar inom ordningen jakamar- och trögfåglar.

## Utbredning och systematik
Fågeln förekommer från sydöstra Colombia till östra Peru, Guyana och västra Amazonområdet i Brasilien. Den behandlas som monotypisk, det vill säga att den inte delas in i några underarter.

## Status och hot
Arten har ett stort utbredningsområde, men tros minska i antal, dock inte tillräckligt kraftigt för att den ska betraktas som hotad. Internationella naturvårdsunionen IUCN listar arten som livskraftig (LC).